# Patrik Tybor
Patrik Tybor (* 16. September 1987 in Dubnica nad Váhom) ist ein ehemaliger slowakischer Radrennfahrer, der auf der Straße aktiv war.

## Sportlicher Werdegang
Patrik Tybor begann seine Karriere 2006 beim slowakischen Continental Team Dukla Trencin, bei dem er bis zu seinem Karriereende blieb. Bei der Straßen-Radweltmeisterschaften 2006 in Salzburg belegte er den 95. Platz im Straßenrennen der U23-Klasse. Jeweils eine Etappe gewann er beim Grand Prix Bradlo (2009) und der Baltic Chain Tour (2013). Mehrfach belegte er bei nationalen Meisterschaften zweite und dritte Plätze, so wurde er 2012 und 2013 wurde er jeweils Dritter der slowakischen Straßenmeisterschaft (2012 hinter Peter Sagan und Peter Velits, 2013 hinter Sagan und Maroš Kováč) und 2014 Dritter der nationalen Zeitfahrmeisterschaft (hinter Velits und Kováč). 
Seine stärkste Phase hatte Tybor in den Jahren 2015 bis 2017. Bei der Bulgarien-Rundfahrt 2015 entschied er zwei Etappen sowie die Punktewertung für sich und wurde Dritter der Gesamtwertung. 2016 konnte er zwei Etappenerfolge bei der Tour du Cameroun und der Tour du Maroc für sich verbuchen. Aufgrund seiner Leistungen wurde er für die Olympische Sommerspiele 2016 in Rio de Janeiro nominiert und belegte im Straßenrennen Rang 45.
Nach der Saison 2023 beendete Tybor im Alter von 36 Jahren seine Karriere als Radrennfahrer und wechselte in die sportliche Leitung seines Teams.

## Erfolge
2009
- eine Etappe Grand Prix Bradlo

2013
- eine Etappe Baltic Chain Tour

2015
- zwei Etappen und Punktewertung Bulgarien-Rundfahrt

2016
- eine Etappe Tour du Cameroun
- eine Etappe Tour du Maroc

2020
- Sprintwertung Rhodos-Rundfahrt